# اندیلسکا هورا (ناحیه برونتال)
اندیلسکا هورا (ناحیه برونتال) (به چکی: Andělská Hora) یک منطقهٔ مسکونی و شهرستان دارای شهرک سابقاً روستا در جمهوری چک است که در شهرستان برونتال واقع شده‌است.